# Scleromystax macropterus
Scleromystax macropterus es una especie de pez de la familia Callichthyidae en el orden de los Siluriformes.

## Morfología
Los machos pueden llegar alcanzar los 8,7 cm de longitud total.

## Hábitat
Es un pez de agua dulce y de clima tropical (18 °C-21 °C).

## Distribución geográfica
Se encuentran en Sudamérica: ríos costeros entre  São Paulo y Santa Catarina (Brasil) y algunos afluentes del  río Paraná.